# 侯云春
侯云春（1952年10月—），男，山东临清人，中华人民共和国经济学家、政治人物，曾任国务院发展研究中心副主任，第十二届全国政协委员。